# Кудашев, Николай Александрович
Князь Никола́й Алекса́ндрович Куда́шев (1868 — 1925) — русский дипломат, действительный статский советник. 

## Биография
Из старинного княжеского рода Кудашевых. Сын директора киевского частного банка князя Александра Сергеевича Кудашева (1830—1877) и Софьи Ивановны Орловой. Брат дипломата Ивана Александровича Кудашева.
Окончил Санкт-Петербургский университет. Камергер.
В 1902 году — первый секретарь российского посольства в Токио. 
В 1905 году — член российской делегации на мирной конференции в Портсмуте. 
В 1906 году — первый секретарь российского посольства в Константинополе. 
В 1910—1913 годах — временный поверенный в делах России в США. 
В 1914—1916 годах — директор Дипломатической канцелярии в Ставке Верховного Главнокомандующего, осуществлявшей координацию деятельности Ставки и МИДа. 
В 1916—1917 годах — посланник в Китае. Продолжал занимать пост посланника до 1920 года, когда китайские власти закрыли русские дипломатические представительства. 
Умер в 1925 году.
Являлся свояком Александра Петровича Извольского — министра иностранных дел России в 1906—1910 годах.